# Kanton Saint-Ambroix
Kanton Saint-Ambroix (francouzsky Canton de Saint-Ambroix) je francouzský kanton v departementu Gard v regionu Languedoc-Roussillon. Tvoří ho 16 obcí.

## Obce kantonu
- Allègre-les-Fumades
- Bouquet
- Courry
- Le Martinet
- Les Mages
- Meyrannes
- Molières-sur-Cèze
- Navacelles
- Potelières
- Saint-Ambroix
- Saint-Brès
- Saint-Florent-sur-Auzonnet
- Saint-Jean-de-Valériscle
- Saint-Julien-de-Cassagnas
- Saint-Denis
- Saint-Victor-de-Malcap